# Kevin Chaurand
Kevin Chaurand (29 de marzo de  1995,  Celaya, Guanajuato México) es un futbolista mexicano. Juega de Delantero y su club actual es Once Deportivo FC de la Primera División de El Salvador.

## Trayectoria
| Club                 | País   | Año             | Partidos | Goles |
| -------------------- | ------ | --------------- | -------- | ----- |
| Celaya               | México | 2011 - 2014     | 27       | 3     |
| Necaxa               | México | 2014 - 2016     | 22       | 4     |
| Lobos BUAP           | México | 2016            | 10       | 1     |
| Murciélagos F.C.     | México | 2017 - 2018     | 21       | 2     |
| CA Zacatepec         | México | 2018            | 8        | 0     |
| Atlético Reynosa     | México | 2019 - 2020     | 5        | 0     |
| Colima F.C.          | México | 2020 - 2021     | 16       | 8     |
| Saltillo             | México | 2021 - 2022     | 13       | 10    |
| Mineros de Zacatecas | México | 2022 - Presente | 33       | 6     |

## Títulos

### Campeonatos nacionales
| Título                    | Club   | País   | Año           |
| ------------------------- | ------ | ------ | ------------- |
| Liga de Ascenso de México | Necaxa | México | Apertura 2014 |
| Liga de Ascenso de México | Necaxa | México | Clausura 2016 |